# Bolesław Kotas

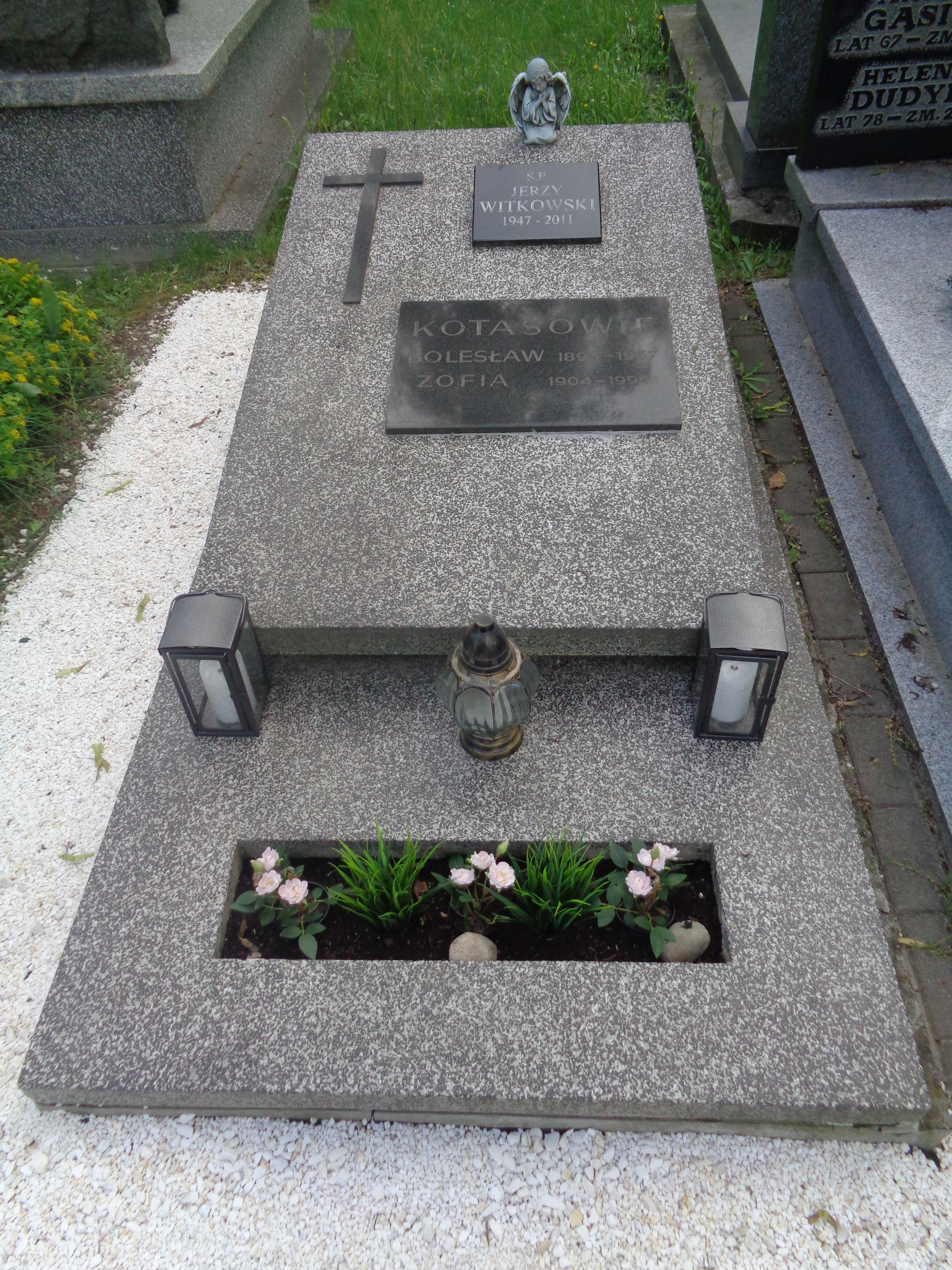
Grób Bolesława Kotasa na Cmentarzu Wojskowym na Powązkach

Bolesław Marian Kotas (ur. 14 grudnia 1892, zm. 16 grudnia 1937 w Warszawie) – żołnierz Legionów Polskich, oficer Wojska Polskiego i Policji Państwowej.

## Życiorys
Urodził się 14 grudnia 1892 roku. W czasie I wojny światowej walczył w szeregach 2 pułku piechoty Legionów Polskich , a następnie Polskiego Korpusu Posiłkowego . W lutym 1918 roku, po bitwie pod Rarańczą, został internowany w Talaborfalva .
8 stycznia 1924 roku został zatwierdzony w stopniu podporucznika ze starszeństwem z dniem 1 czerwca 1919 roku i 3363. lokatą w korpusie oficerów piechoty. Posiadał przydział w rezerwie do 1 pułku Strzelców Podhalańskich w Nowym Sączu. Później, w tym samym stopniu i starszeństwie, został przeniesiony do korpusu oficerów rezerwy żandarmerii. W 1934 roku pozostawał w ewidencji Powiatowej Komendy Uzupełnień Warszawa Miasto III. Posiadał przydział do Oficerskiej Kadry Okręgowej Nr I. Był wówczas „pełniącym służbę w Policji Państwowej w stopniu oficera PP”. Służbę w Policji Państwowej pełnił w stopniu aspiranta. Po jej zakończeniu został urzędnikiem magistratu miasta stołecznego Warszawy . Zmarł 16 grudnia 1937 roku. Dwa dni później został pochowany w Kwaterze Legionistów na Cmentarzu Wojskowym na Powązkach  (kwatera 5B-7-70).
Był żonaty, miał syna .

## Ordery i odznaczenia
- Krzyż Niepodległości – 4 listopada 1933 roku „za pracę w dziele odzyskania niepodległości”[7]
- Krzyż Walecznych[2]